# Vuelta a Castilla y León 2001
La Vuelta a Castilla y León 2001, sedicesima edizione della corsa, si svolse dal 5 al 9 agosto su un percorso di 709 km ripartiti in 6 tappe, con partenza a Segovia e arrivo a Alto de Redondal. Fu vinta dallo spagnolo Marcos Antonio Serrano Rodriguez della ONCE-Eroski davanti allo statunitense Levi Leipheimer e allo spagnolo Manuel Beltran Martinez. Nel 2012, a seguito della squalifica inflitta a Leipheimer per uso di sostanze dopanti, lo statunitense fu escluso dall'ordine d'arrivo di questa corsa.

## Tappe
| Tappa  | Data     | Percorso                                    | km    | Vincitore di tappa       | Leader cl. generale              |
| ------ | -------- | ------------------------------------------- | ----- | ------------------------ | -------------------------------- |
| 1ª     | 5 agosto | Segovia > El Espinar                        | 45,6  | Endrio Leoni             | Endrio Leoni                     |
| 2ª     | 5 agosto | El Espinar > El Espinar (cron. individuale) | 9,3   | Javier Pascual Llorente  | Javier Pascual Llorente          |
| 3ª     | 6 agosto | Avila > Avila                               | 182   | Cristian Moreni          | Juan Antonio Flecha              |
| 4ª     | 7 agosto | Avila > Venta de Baños                      | 178,8 | Javier Pascual Rodríguez | Juan Antonio Flecha              |
| 5ª     | 8 agosto | Venta de Baños > Zamora                     | 152   | Julian Dean              | Juan Antonio Flecha              |
| 6ª     | 9 agosto | Benavente > Alto de Redondal                | 142   | Javier Pascual Llorente  | Marcos Antonio Serrano Rodriguez |
| Totale | Totale   | Totale                                      | 709   |                          |                                  |

## Dettagli delle tappe

### 1ª tappa
- 5 agosto: Segovia > El Espinar – 45,6 km

| Pos. | Corridore              | Squadra       | Tempo  |
| ---- | ---------------------- | ------------- | ------ |
| 1    | Endrio Leoni           | Alessio       | 59'02" |
| 2    | Martin Garrido Mayorga | Colchon Relax | s.t.   |
| 3    | Werner Riebenbauer     | Nürnberger    | s.t.   |

| Pos. | Corridore    | Squadra | Tempo  |
| ---- | ------------ | ------- | ------ |
| 1    | Endrio Leoni | Alessio | 59'02" |

### 2ª tappa
- 5 agosto: El Espinar > El Espinar (cron. individuale) – 9,3 km

| Pos. | Corridore               | Squadra      | Tempo  |
| ---- | ----------------------- | ------------ | ------ |
| 1    | Javier Pascual Llorente | Kelme        | 11'22" |
| 2    | Santos González         | ONCE-Eroski  | a 4"   |
| 3    | Juan Carlos Domínguez   | L. McCartney | a 7"   |

| Pos. | Corridore               | Squadra | Tempo    |
| ---- | ----------------------- | ------- | -------- |
| 1    | Javier Pascual Llorente | Kelme   | 1h10'24" |

### 3ª tappa
- 6 agosto: Avila > Avila – 182 km

| Pos. | Corridore               | Squadra       | Tempo    |
| ---- | ----------------------- | ------------- | -------- |
| 1    | Cristian Moreni         | Mercatone Uno | 5h03'54" |
| 2    | Manuel Beltran Martinez | Mapei         | a 3"     |
| 3    | Juan Antonio Flecha     | Colchon Relax | s.t.     |

| Pos. | Corridore           | Squadra       | Tempo    |
| ---- | ------------------- | ------------- | -------- |
| 1    | Juan Antonio Flecha | Colchon Relax | 6h14'54" |

### 4ª tappa
- 7 agosto: Avila > Venta de Baños – 178,8 km

| Pos. | Corridore                  | Squadra      | Tempo    |
| ---- | -------------------------- | ------------ | -------- |
| 1    | Javier Pascual Rodríguez   | iBanesto.com | 4h13'59" |
| 2    | Alexis Rodriguez Hernandez | Kelme        | a 32"    |
| 3    | Werner Riebenbauer         | Nürnberger   | a 6'22"  |

| Pos. | Corridore           | Squadra       | Tempo     |
| ---- | ------------------- | ------------- | --------- |
| 1    | Juan Antonio Flecha | Colchon Relax | 10h35'15" |

### 5ª tappa
- 8 agosto: Venta de Baños > Zamora – 152 km

| Pos. | Corridore       | Squadra   | Tempo    |
| ---- | --------------- | --------- | -------- |
| 1    | Julian Dean     | US Postal | 3h56'31" |
| 2    | Endrio Leoni    | Alessio   | s.t.     |
| 3    | Raphael Schweda | Coast     | s.t.     |

| Pos. | Corridore           | Squadra       | Tempo     |
| ---- | ------------------- | ------------- | --------- |
| 1    | Juan Antonio Flecha | Colchon Relax | 14h31'46" |

### 6ª tappa
- 9 agosto: Benavente > Alto de Redondal – 142 km

| Pos. | Corridore                        | Squadra     | Tempo    |
| ---- | -------------------------------- | ----------- | -------- |
| 1    | Javier Pascual Llorente          | Kelme       | 3h39'33" |
| 2    | Marcos Antonio Serrano Rodriguez | ONCE-Eroski | a 56"    |
| 3    | Alberto López de Munain          | Euskaltel   | a 1'16"  |

| Pos. | Corridore                        | Squadra     | Tempo     |
| ---- | -------------------------------- | ----------- | --------- |
| 1    | Marcos Antonio Serrano Rodriguez | ONCE-Eroski | 18h13'11" |
| 2    | Levi Leipheimer                  | US Postal   | a 1'04"   |
| 3    | Manuel Beltran Martinez          | Mapei       | a 1'10"   |

## Classifiche finali

### Classifica generale
| Pos. | Corridore                        | Squadra                   | Tempo     |
| ---- | -------------------------------- | ------------------------- | --------- |
| 1    | Marcos Antonio Serrano Rodriguez | ONCE-Eroski               | 18h13'11" |
| 2    | Levi Leipheimer                  | US Postal Service         | a 1'04"   |
| 3    | Manuel Beltran Martinez          | Mapei-Quick Step          | a 1'10"   |
| 4    | José María Jiménez               | iBanesto.com              | s.t.      |
| 5    | Juan Antonio Flecha              | Colchon Relax-Fuenlabrada | a 1'13"   |
| 6    | Alberto López de Munain          | Euskaltel-Euskadi         | a 1'50"   |
| 7    | Paolo Lanfranchi                 | Mapei-Quick Step          | a 1'58"   |
| 8    | Cristian Moreni                  | Mercatone Uno-Stream TV   | a 2'13"   |
| 9    | Gerhard Trampusch                | Team Deutsche Telekom-ARD | a 2'22"   |
| 10   | Mauro Zanetti                    | Alessio                   | a 2'52"   |